# Colubandê
Colubandê é um bairro localizado na zona sul de São Gonçalo, município do Leste Metropolitano, no estado do Rio de Janeiro, no Brasil. Segundo o censo demográfico de 2010, o bairro do Colubandê reúne cerca de 30 781 habitantes.
No bairro, encontra-se um importante exemplar da antiga arquitetura rural brasileira, considerada a fazenda mais antiga conservada em área urbana do estado do Rio de Janeiro: a Fazenda Colubandê, que abrigou, por alguns anos, o Comando de Policiamento Ambiental e a Polícia Militar do Estado do Rio de Janeiro.
O CEASA de São Gonçalo também está localizado no bairro, abastecendo vários bairros dos municípios do Eixo Leste Metropolitano do Rio de Janeiro.

## Geografia
Na área da saúde, o bairro abriga o Hospital Alberto Torres, uma Unidade de Pronto Atendimento 24 horas (UPA 24), e um posto de saúde municipal. Atualmente, encontra-se em fase de construção o Hospital da Mãe.
Na área da educação, o Colubandê é atendido por diversas instituições de ensino, como: Escola Attila Moledo, Sobral Pinto, Ceros, Sefoc, Odete São Paio, Educandário Nelson Costa, Rodolpho Siqueira, Zerbine 412, uma escola técnica especializada em alimentos (NATA) e a Fundação de Apoio à Escola Técnica.

## História
A história do bairro remonta a 1618, quando foi construída a Fazenda Colubandê, que lhe dá nome. A fazenda fez parte da sesmaria doada ao colonizador Gonçalo Gonçalves, e sua casa grande foi construída no século XVII por Catarina Siqueira, na época proprietária do antigo Engenho Nossa Senhora de Mont'Serrat, que passou a se chamar Engenho Colubandê. A fazenda foi vendida ainda quando em construção para o judeu convertido ao cristianismo Benamyn Benevitis, que adotara o nome de Ramires Duarte Leão. O novo proprietário não utilizava o cultivo de um único produto na fazenda, como era de costume na época. Com a diversidade de sua produção, o engenho tornou-se um dos mais produtivos do país.
Ramires Leão por sua vida trouxe muitos judeus perseguidos de outros países para localidades próximas ao engenho. Após a sua morte, sua esposa Ana do Vale tornou-se proprietária. Seus herdeiros, acabaram sendo perseguidos pela Inquisição, tendo sido presos pelo Santo Ofício. No ano de 1713, a fazenda foi confiscada pela Igreja e entregue aos jesuítas.
Em 2014, foi inaugurado, no bairro, o Fórum Juíza Patrícia Acioli.
Recentemente, no Colubandê, foi inaugurada a nova unidade do Corpo de Bombeiros Militar do Estado do Rio de Janeiro para atender São Gonçalo, Niterói e alguns bairros da Região dos Lagos.